# Koninkrijk Napels
Het koninkrijk Napels, bestaande uit het zuidelijk deel van het Apennijns Schiereiland, was het restant van het oude koninkrijk Sicilië na de afscheiding van het eiland Sicilië als gevolg van de opstand van de Siciliaanse Vespers van 1282. Bekend bij tijdgenoten als het koninkrijk Sicilië werd het het koninkrijk Napels genoemd om het te onderscheiden van de eilandgebaseerde staatsinrichting. Gedurende een groot deel van zijn bestaan werd het koninkrijk betwist tussen Franse en Aragonese/Spaanse dynastieën. In 1816 werd het weer samengevoegd met het eilandgebaseerde koninkrijk Sicilië om het koninkrijk der Beide Siciliën te vormen.

## Ontstaan
De Normandiërs wisten in de 11e eeuw ten gevolge van de machtsstrijd tussen het Byzantijnse rijk, de Longobarden en de Duitse keizer, Zuid-Italië te veroveren. Rogier II stichtte in 1130 het koninkrijk Sicilië, een pauselijk leen.
Door het huwelijk van Constance, de dochter van Rogier II, met de Duitse keizer Hendrik VI kwam Sicilië en daarmee ook Napels aan het huis Hohenstaufen. Het rijk kende onder keizer Frederik II zijn grootste bloeitijd. Hij schonk Napels in 1224 de Universiteit van Napels en stelde een nieuwe, tegen de macht van adel en kerk gerichte organisatie in. Het rijk was een der meest gecentraliseerde staten van Europa en een belangrijk handelscentrum.
Karel van Anjou, aan wie paus Urbanus IV Sicilië na de dood van Koenraad IV had aangeboden, versloeg de laatste Hohenstaufers Manfred en Konradijn in 1266. Zijn politiek, waaronder het verplaatsen van de hoofdstad van Palermo naar Napels, hoge belastingdruk en de verfransing van het land, leidde in 1282 tot de Siciliaanse Vespers. De Sicilianen begrepen dat ze niet zonder buitenlandse steun hun opstand tegen Karel konden winnen en wenden zich daarop toch tot de koning van Aragon, Peter III van Aragón, die getrouwd was met Constance, de dochter van Manfred van Hohenstaufen en op 30 augustus ging het Aragonese leger aan land bij Trapani, het begin van de oorlog van de Siciliaanse Vespers, die eindigde met de Vrede van Caltabellotta in 1302. Dit vredesverdrag splitste het koninkrijk Sicilië in twee: het Huis Aragon verwierf het eiland Sicilië en het Huis Anjou behield het Zuid-Italiaanse vasteland, bekend als het koninkrijk Napels.

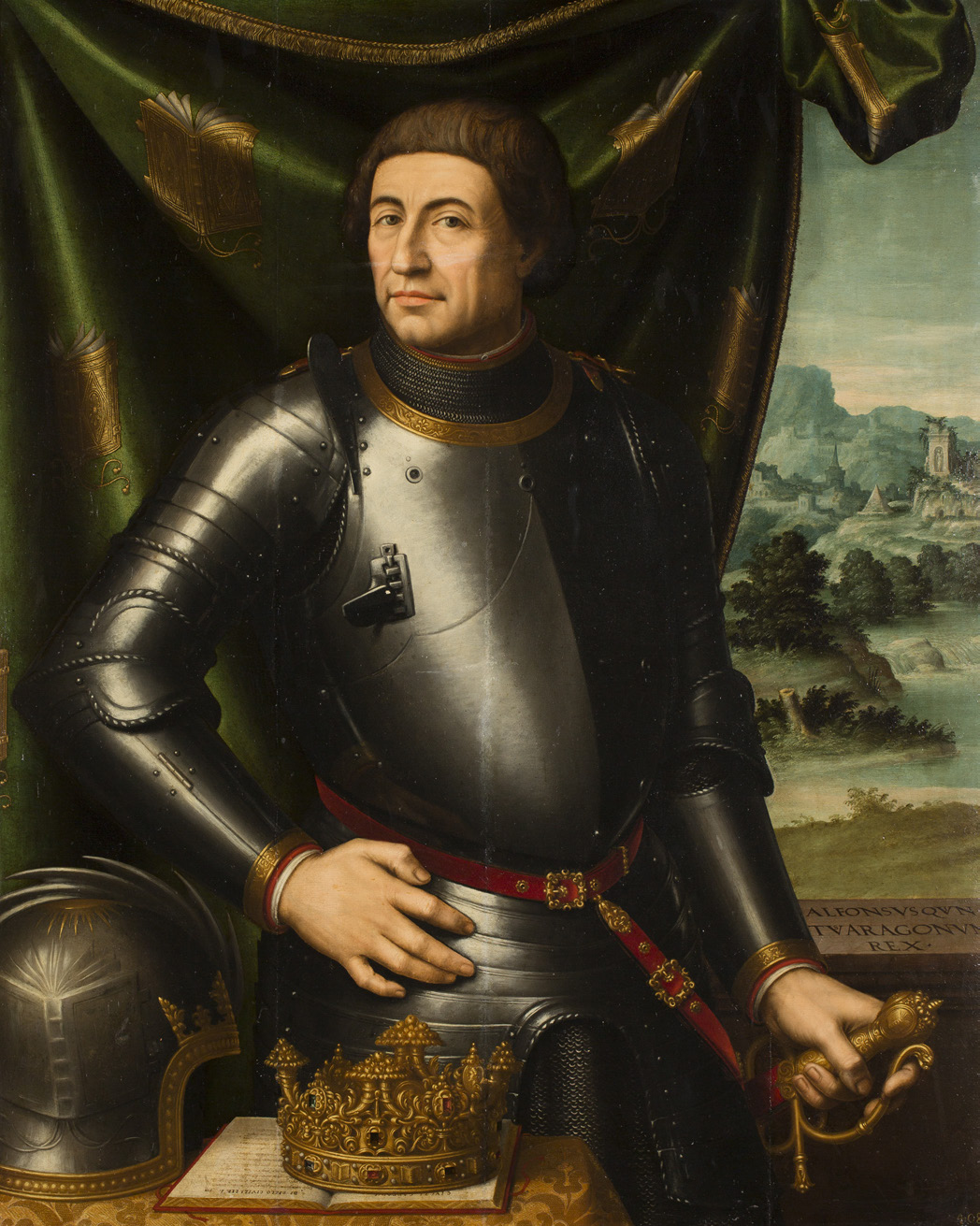
Alfons de Grootmoedige, koning van Napels, Sicilië en Aragón

## Onder Anjou en Aragón

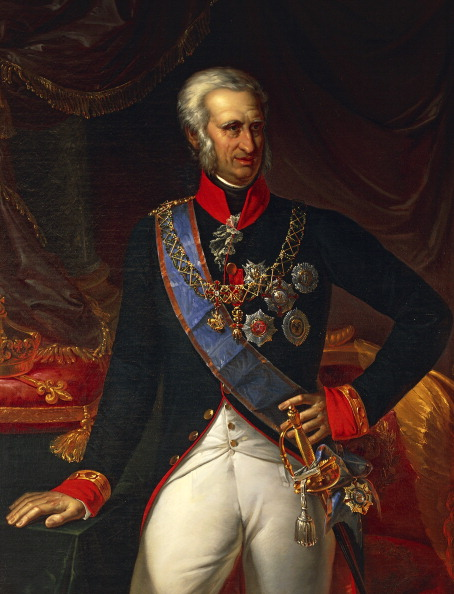
Ferdinand IV

Het over Napels regerende Huis Anjou-Sicilië hervormde het bestuur naar Frans model en versterkte het feodalisme in het rijk, waardoor de welvaart in de 14e eeuw een teruggang kende. Na het overlijden van Johanna I (1382) brak er een successieconflict uit tussen haar aangenomen zoons Karel van Durazzo (achterkleinzoon van Karel II van Napels) en Lodewijk I van Anjou (zoon van Jan II van Frankrijk). Beide werden tot koning gekroond, Karel door paus Urbanus VI in Rome, Lodewijk door tegenpaus Clemens VII in Avignon. Na de dood van beide werd de weduwe van Karel, Margaretha van Durazzo, de sterke vorst van het koninkrijk. Haar twee kinderen Ladislaus en Johanna II volgden haar op.
Na het kinderloos overlijden van Johanna II in 1435 kwam er een successieoorlog tussen René I van Anjou en Alfons V van Aragón en Sicilië. Alfons veroverde Napels in 1442 en noemde zich sinds 1443 (als Alfons I) koning der Beide Siciliën (d.i. Napels en Sicilië). Na zijn dood werden Napels en Sicilië door twee verschillende nazaten geregeerd.
Na de dood van Ferdinand I van Napels in 1494 startte Karel VIII van Frankrijk de Italiaanse Oorlogen. Alfons II, de zoon van Ferdinand I werd op 23 januari 1495 tot abdicatie gedwongen. Onder druk van de Liga van Venetië werd Karel gedwongen Napels te verlaten. De opvolger van Karel VIII, Lodewijk XII van Frankrijk startte een tweede oorlog. Met het Verdrag van Granada (1500) kwamen Lodewijk XII en Ferdinand II van Aragón overeen om Zuid-Italië onder elkaar te verdelen. De oorlog zou er anders over beslissen. Met het Verdrag van Lyon (1504) deed Lodewijk XII definitief afstand van het Koninkrijk Napels en werd het een deel van het Spaanse Rijk. In deze tijd ontstond er in de omgeving van Napels een fameus barokpaard. De fokkerij van de napolitaan was gebaseerd op uitwisseling met hoogstaande Spaanse rassen waaronder de andalusiër.

## Onder Habsburg en Bourbon
Het land kwam met de troonsbestijging van Karel I in Spaans-Habsburgs bezit. In de twee eeuwen die volgden werd Napels bestuurd door Spaanse onderkoningen, zoals Pedro Téllez-Girón en Peter Anton van Aragon, die het land voornamelijk als melkkoe zagen. Ten gevolge hiervan kwam het volk in 1647 onder Tommaso Aniello (Masaniello) in opstand. Masaniello werd bijgestaan door de jurist en priester Giulio Genoino. De Spanjaarden en de plaatselijke adel onderdrukten deze echter. De rebellie flakkerde op later dat jaar door de uitroeping van de Koninklijke Republiek Napels. Juan II van Oostenrijk, buitenechtelijke zoon van koning Filips IV van Spanje, onderdrukte de rebellie in 1648.
Met de dood van Karel II van Spanje kwam er eind aan de Spaanse overheersing en brak de Spaanse Successieoorlog uit. Met de Vrede van Utrecht (1713) kwam het koninkrijk Napels in bezit van de Oostenrijkse Habsburgers en kreeg Victor Amadeus II van Savoye, het Koninkrijk Sicilië toebedeeld. Met het Verdrag van Den Haag (1720) ruilde Victor Amadeus II, Sicilië voor het koninkrijk Sardinië.
Spanje moeide zich in de Poolse Successieoorlog. Keizer Karel VI stond Napels en Sicilië in 1734 als onafhankelijk koninkrijk af aan de Spaanse Bourbon-prins Don Carlos in ruil voor het Groothertogdom Toscane en het hertogdom Parma en Piacenza. Deze regeerde als Karel VII enige tijd over het rijk, maar stond het toen hij in 1759 als Karel III koning van Spanje werd af aan zijn zoon Ferdinand (Ferdinand IV in Napels en Ferdinand III in Sicilië), de stamvader van het huis Bourbon-Sicilië.

## Franse Revolutie en Bonaparte

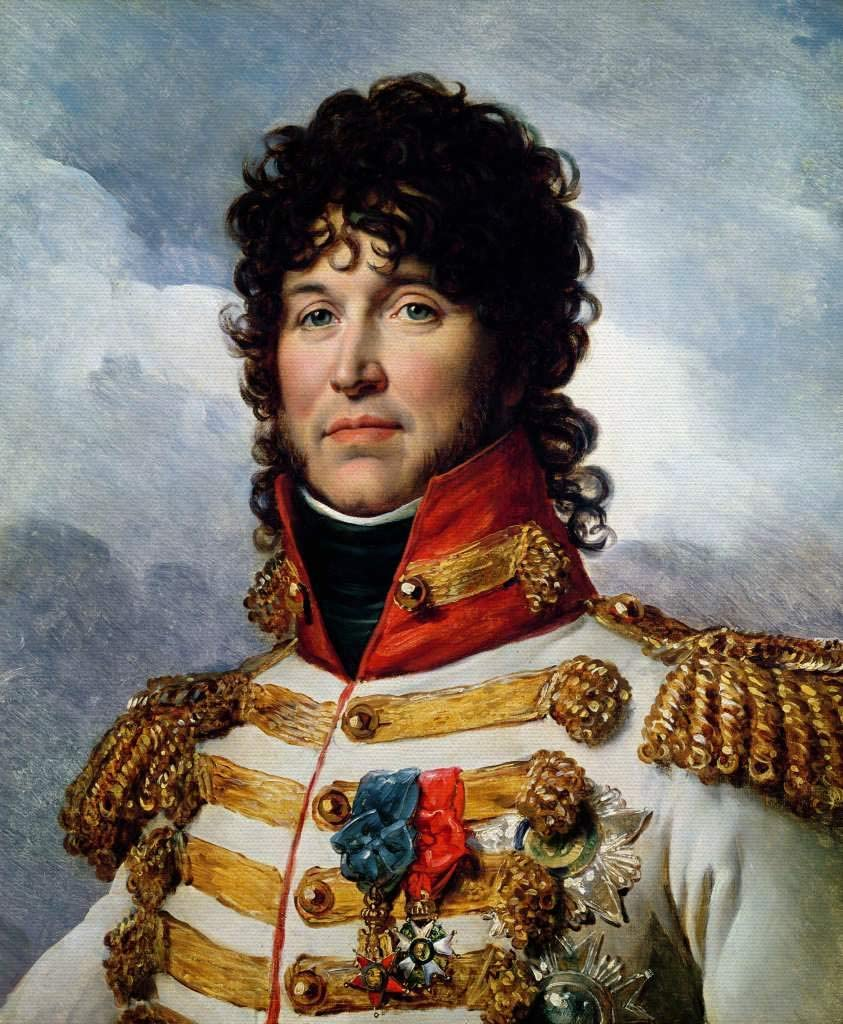
Joachim Murat

Ferdinand regeerde als verlicht despoot, maar werd na de Franse Revolutie een fel tegenstander van de nieuwe republikeinse en democratische ideeën die de kop opstaken. Hij nam deel aan de Tweede Coalitieoorlog tegen Frankrijk, die echter dramatisch eindigde. Napels (niet Sicilië) werd in 1799 door de Franse revolutionaire troepen veroverd en de Parthenopeïsche Republiek werd gesticht. Nog op 13 juni van datzelfde jaar heroverde Ferdinand zijn land en liet vele republikeinen ter dood brengen.
Ferdinands "geheul" met Oostenrijk en Engeland irriteerde Napoleon Bonaparte echter. Na de Slag bij Austerlitz (2 december 1805) zond hij zijn broer Jozef Bonaparte eropuit om Napels te veroveren. Ferdinand vluchtte, waarop Napoleon Napels bij Frankrijk inlijfde. Op 30 maart 1806 verklaarde hij het onafhankelijk met Jozef als koning. Toen deze in 1808 koning van Spanje werd, installeerde de Franse keizer zijn zwager Joachim Murat op de Napolitaanse troon. Murat verwierf een zekere populariteit door het afschaffen van het feodalisme en het invoeren van een uniform wetstelsel.

## Koninkrijk der Beide Siciliën
Na de val van Napoleon werd Ferdinand (als Ferdinand I) door het Congres van Wenen (1815) op de troon hersteld van wat nu het koninkrijk der Beide Siciliën heette. De Bourbons regeerden op zeer reactionaire wijze, hetgeen meermaals tot opstanden leidde. Giuseppe Garibaldi wist het land door de slechte politieke en economische situatie die er heerste in 1860 eenvoudig te veroveren. Zowel Napels als Sicilië spraken zich in een plebisciet met overweldigende meerderheid uit vóór aansluiting bij Piëmont-Sardinië. In 1861 ging de staat op in het nieuwe koninkrijk Italië onder de Sardijnse koning Victor Emanuel II.